# Ервін (Нью-Йорк)
Ервін (англ. Erwin) — місто (англ. town) в США, в окрузі Стубен штату Нью-Йорк. Населення — 8095 осіб (2020).

## Демографія
Згідно з переписом 2010 року, у місті мешкало 8037 осіб у 3322 домогосподарствах у складі 2139 родин. Було 3523 помешкання
Расовий склад населення:
| - 87,7 % — білих - 7,3 % — азіатів - 2,6 % — чорних або афроамериканців - 0,2 % — корінних американців |

До двох чи більше рас належало 1,7 %. Частка іспаномовних становила 1,4 % від усіх жителів.
За віковим діапазоном населення розподілялося таким чином: 23,4 % — особи молодші 18 років, 58,2 % — особи у віці 18—64 років, 18,4 % — особи у віці 65 років та старші. Медіана віку мешканця становила 42,5 року. На 100 осіб жіночої статі у місті припадало 95,0 чоловіків;  на 100 жінок у віці від 18 років та старших — 92,1 чоловіків також старших 18 років.
Середній дохід на одне домашнє господарство  становив 103 049 доларів США (медіана — 67 227), а середній дохід на одну сім'ю — 128 786 доларів (медіана — 99 730). Медіана доходів становила 68 189 доларів для чоловіків та 43 289 доларів для жінок. За межею бідності перебувало 8,5 % осіб, у тому числі 11,8 % дітей у віці до 18 років та 4,2 % осіб у віці 65 років та старших.
Цивільне працевлаштоване населення становило 4155 осіб. Основні галузі зайнятості: виробництво — 32,7 %, освіта, охорона здоров'я та соціальна допомога — 20,1 %, науковці, спеціалісти, менеджери — 10,8 %, роздрібна торгівля — 8,5 %.